# وجه الحرب (لوحة)
وجه الحرب (بالأسبانية: La Cara de la Guerra) هي لوحة رسمها الفنان السريالي سلفادور دالي في 1940. رسمها في فترة قصيرة عندما كان مقيماً في كاليفورنيا.
الأذى الذي تلقاه دالي ونظرته عن الحرب، أعطياه الإلهام لعمله. ويظن أحياناً بأن رؤيته الفنية تشعره بأن هناك حرب قائمة. هذه اللوحة رُسمت بين نهاية الحرب الأهلية الأسبانية و بداية الحرب العالمية الثانية.
يصور الرسم وجه بلا جسد في صحراء قاحلة. الوجه ذابل كأنه جثة ترتدي تعبيراً من البؤس. في فم الوجه وفجوة عيناه وجوهاً متشابهة. في فم وأعين هذه الوجوه أيضاً وجوهاً متشابهة والذي يبدو أن استدعاء ذاتي. تحوم حول الوجه الكبير ثعابين لاسعة.

## المصدر
- dali-gallery.com